# Gymnophthalmus underwoodi
Gymnophthalmus underwoodi — вид ящірок родини гімнофтальмових (Gymnophthalmidae). Мешкає в Південній Америці та на Карибах. Вид названий на честь британського герпетолога Гарта Андервуда.

## Поширення і екологія
Gymnophthalmus underwoodi мешкають на північному сході Венесуели, в Гаяні, Суринамі, північній Бразилії та на Малих Антильських островах. Були інтродуковані на багатьох островах Карибів, зокрема на Кубі і Гаїті. Gymnophthalmus underwoodi живуть на сонячних галявинах тропічних лісів та на луках, трапляються в парках і садах. Розмножуються шляхом партеногенезу, відкладають яйця.